# CDKN1B
CDKN1B (англ. cyclin-dependent kinase inhibitor 1B, p27, Kip1) — ингибитор циклин-зависимой киназы 1B, продукт гена CDKN1B человека, член семейства белков Cip/Kip. Этот белок регулирует течение клеточного цикла, отвечает за его остановку в G1-фазе. CDKN1B подавляет активность комплексов циклин А/циклин-зависимая киназа 2 и циклин Е/циклин-зависимая киназа 2. Также он способен связываться с комплексами циклин типа D/циклин-зависимая киназа 4 и положительно или отрицательно регулировать их активность в зависимости от статуса фосфорилирования или стехиометрии комплекса.

## Распространение и внутриклеточная локализация
CDKN1B, был обнаружен во всех тканях, которые были протестированы. Количество мРНК CDKN1B постоянно на всех стадиях клеточного цикла, и регуляция количества белка и его активности происходит на уровне трансляции, контроля стабильности и посттрансляционных модификаций.
CDKN1B — ядерно-цитоплазматический белок, его внутриклеточная локализация регулируется посттрансляционными модификациями. Свои ингибиторные функции он выполняет в ядре, после его перемещения в цитоплазму становится возможным дальнейшее продвижение клетки по циклу. Нарушение баланса между количеством ядерного и цитоплазматического CDKN1B обнаруживается в некоторых злокачественных опухолях.

## Роль в развитии заболеваний
В соответствии с его ролью в регуляции пролиферации клеток, CDKN1B является антионкобелком, а кодирующий его ген — геном-супрессором опухолей. Супрессорная роль CDKN1B означает, что инактивирующие мутации в этом гене сопровождаются формированием опухолей.
Мутации в гене CDKN1B обуславливают предрасположенность к развитию множественных опухолей эндокринных желёз у человека и крыс. Это заболевание, описанное на примере одной семьи, получило название множественной эндокринной неоплазии IV типа.
Была установлена связь между определёнными аллельными вариантами гена CDKN1B и предрасположенностью к раку предстательной железы. Один из вариантов однонуклеотидного полиморфизма являются замены 326T/G (V109G). Показано, что гомозиготность по варианту 326T ассоциированна с повышенным риском развития распространённой карциномы простаты. Другим примером является полиморфизм −79C/T, при этом наличие в генотипе человека аллели C сопряжено с повышенным риском развития рака простаты и других органов.